# Хацеган, Овидиу
Овидиу Хацеган (рум. Ovidiu Alin Hațegan; род. 14 июля 1980, Арад) — румынский футбольный судья. Обслуживает матчи чемпионата Румынии по футболу с 2006 года. Имеет статус судьи ФИФА с 2008 года, с этого же года судит матчи Европейских клубных турниров. По первой специальности — врач, закончил медицинский университет.

## Карьера
Международную судейскую карьеру начал в 2008 году с обслуживания матча квалификационного отборочного турнира к юношескому Чемпионату Европы 2008 между сборными Хорватии и Швейцарии (0:1). На клубном уровне дебютировал в Европе с судейства матча Кубка Интертото 2008 между клубами «Хибернианс» и «Горица» (3:0).
В 2011 году судил два отборочных матча национальных сборных к Евро-2012, так же несколько товарищеских поединков сборных. В сентябре того же года дебютировал в Лиге Европы. Несколько месяцев спустя, в декабре того же года, судья также впервые судил матч группового этапа Лиги чемпионов УЕФА АПОЭЛ — «Шахтёр» (0:2).
В 2013 году рефери оказался в центре крупного скандала. В матче группового турнира Лиги чемпионов между московским ЦСКА и «Манчестер Сити» игрок английской команды, ивуариец Яя Туре обратил внимание судьи на то, что с трибун раздаются звуки, напоминающие обезьянье уханье. И потребовал остановить матч. Хацеган отказался это делать, чем вызвал возмущение Туре, а также обструкцию в свой адрес в английской прессе на следующий день. По личному распоряжению президента УЕФА Мишеля Платини было проведено внутреннее расследование. И по его итогам Хацеган был полностью оправдан, так как действовал в соответствии с инструкциями.
1 марта 2016 года был выбран одним из судей для обслуживания матчей Чемпионата Европы по футболу 2016 года.

## Личная жизнь
У Хацегана есть жена Николета и сын Драгош.
В марте 2022 года Овидиу Хацеган перенёс сердечный приступ во время домашней тренировки и был прооперирован специалистами    Института сердечно-сосудистых заболеваний  Тимишоары